# Diuris longifolia
Espèce
Diuris longifolia est une espèce de plantes de la famille des Orchidaceae.
Il est endémique au sud-ouest de l'Australie-Occidentale.
Il est haut de 10 à 35 cm. Les fleurs sont jaunes à pourpre et apparaissent de septembre à novembre dans son territoire d'origine.